# 神谷涼 (ゲームデザイナー)
神谷涼（かみや りょう）はテーブルトークRPGを手がける日本のゲームデザイナー。
商業作品のデビュー作である『メイドRPG』はアメリカで翻訳出版され、日本のテーブルトークRPGシステムとして初めて英訳された作品となっている。

## 人物
ニッチ向けゲームを作るデザイナーと考えられることが多い人物。また、ゲーム制作にあたって作品の方向性から根幹システムに至るまで振れ幅が大きく、一見一貫性が見られないように見られることもある。殊に2006年-2009年の4年間にわたり、毎年夏になる度に『ほのぼのあったかろーるぷれいんぐ』と題したハートウォーミングな『ゆうやけこやけ』シリーズを商業で、人外の魔族によるエロスを全面に押し出した『絶対隷奴』シリーズを同人で同時刊行し続けるなど、多面性のある活動を展開していた。
システムデザインの傾向として比較的シンプルなシステムを好む傾向がある。その一方でランダムチャートに様々な内容を詰め込むことも多い。
『ご主人様』の寵愛を競い合う『 メイドRPG』、キャラクター同士のつながりが想いとふしぎを紡ぐ『ゆうやけこやけ』、奉仕や陵辱の果てに精神的に屈服し様々な形でキャラクター関係を構築させる『絶対隷奴』、死んでしまった少女たちが自我を維持するために互いの存在を必要とする『永い後日談のネクロニカ』等、様々な方向をもつシステムに共通する点としてキャラクター同士の関係性を重視し、コアルール部分に据える傾向もある。
他社で販売するのが難しいと考えられた『永い後日談のネクロニカ』を製作するために、2011年に相方の愛甲えめたろうこと愛甲悟と共に出版社パッチワークスを創設、独自の創作活動を展開していたが、2013年に愛甲の背任行為（会社の運営資金の全額横領および使い込み）が発覚し、サークル「つぎはぎ本舗」は解散、「パッチワークス」は廃業となる。愛甲は後に刑事と民事の双方で訴訟を起こされている。
その後、神谷はZQワークスを立ち上げて代表となり、現在も活動を続けている。

## 作品リスト

### テーブルトークRPGシステム
- メイドRPG（2004年）
- ゆうやけこやけ（2006年）
- 絶対隷奴（2006年、同人・成人向け）
- 永い後日談のネクロニカ（2011年）
- 常夜国騎士譚RPG ドラクルージュ（2016年）

### リプレイ
- ネクロニカ・リプレイ 『お茶会をもう一度』（2011年）